# Sasanka velkolepá
Sasanka velkolepá (Heteractis magnifica) je živočich z řádu sasanek.

## Popis
Žije v indo-pacifické oblasti a ve volné přírodě dorůstá až průměru jeden metr. Živí se bezobratlými i drobnými obratlovci včetně ryb a korýšů.